# Ptilothrix lynchii
Ptilothrix lynchii är en biart som beskrevs av Juan Brèthes 1910. Ptilothrix lynchii ingår i släktet Ptilothrix och familjen långtungebin. Inga underarter finns listade i Catalogue of Life.